# Irja Askolaová
Irja Askolaová (* 18. prosince 1952 Lappeenranta) je finská luterská duchovní, feministická teoložka a básnířka.
Ordinaci pro úřad duchovní přijala v roce 1988.
Roku 2010 byla zvolena jako první žena do úřadu biskupa Finské evangelicko-luterské církve. Její diecézí byla helsinská diecéze, v jejímž čele stála do roku 2017.
V mravních otázkách zastává liberální názory.